# Volo Turkish Airlines 1476
Il volo Turkish Airlines 1476 (TK1476) era un collegamento di linea passeggeri da Tirana a Istanbul. Il 3 ottobre 2006, Hakan Ekinci dirottò il Boeing 737-400 che operava la rotta mentre si trovava nello spazio aereo greco. Ekinci chiese di andare a Roma per parlare con il Papa, ma i caccia F-16 Fighting Falcon greci e italiani intercettarono e scortarono l'aereo fino all'atterraggio a Brindisi, in Italia. Nessuno rimase ferito ed Ekinci fu incarcerato in Italia in attesa del processo. In un primo momento, l'incidente era stato collegato alla prevista visita di papa Benedetto XVI in Turchia, ma in seguito venne appurato che Ekinci cercava di chiedere asilo politico in Italia. Il 4 ottobre, un aereo della Turkish Airlines partì per riportare gli altri passeggeri a Istanbul.

## Il dirottamento

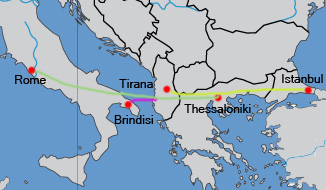
La rotta pianificata del Boeing da Tirana a Istanbul è mostrata in giallo, il verde è il percorso richiesto da Salonicco a Roma dal dirottatore, mentre il viola rappresenta il percorso effettivo fino a Brindisi.

Il 3 ottobre 2006, il Boeing 737-4Y0 decollò da Tirana diretto a Istanbul. Fu dirottato da Hakan Ekinci nello spazio aereo greco alle 14:58 UTC e venne intercettato e costretto dai caccia F-16 Fighting Falcon italiani ad atterrare nella città portuale di Brindisi, nell'Adriatico meridionale. A bordo c'erano 113 persone: 107 passeggeri e sei membri dell'equipaggio. In un primo momento venne riferito che a bordo erano presenti due dirottatori, ma in seguito venne fuori che l'unico dirottatore aveva mentito sull'esistenza di un complice.
Un funzionario del ministero della Difesa nazionale greco dichiarò che l'aereo era entrato nello spazio aereo greco alle 14:58 (UTC). I piloti trasmisero due volte il codice di dirottamento sonoro alle 14:55 (UTC), mentre l'aereo stava navigando a circa 25 chilometri a nord di Salonicco. Il ministro degli Interni italiano Giuliano Amato riferì che il dirottatore era entrato nella cabina di pilotaggio con un pacco che avrebbe potuto essere una bomba quando gli assistenti di volo aprirono la porta del cockpit, e i piloti agirono secondo le regole internazionali in materia e fecero ciò che voleva il dirottatore. Il comandante riferì a Istanbul che mentre la capo hostess era entrata nella cabina di pilotaggio per chiedere se avessero bisogno di qualcosa, il terrorista era entrato con la forza. Cercarono di spingerlo fuori ma era un uomo di grandi dimensioni e non riuscirono a fermarlo. Il comandante continuò dicendo che il dirottatore aveva detto che c'erano tre suoi amici, dotati anch'essi di esplosivi. Voleva andare a Roma per parlare con il Papa, e il ministro dell'Interno Amato disse che il dirottatore aveva parlato della presenza di dirottatori su un altro aereo non specificato, "farebbe esplodere quell'aereo se non lo si facesse arrivare davanti al Papa". Quattro caccia greci F-16 decollarono e scortarono l'aereo fino a quando non lasciò lo spazio aereo greco. Una volta nello spazio aereo italiano, due F-16 italiani lo intercettarono, lo scortarono e lo costrinsero ad atterrare all'aeroporto di Brindisi. Il portavoce della compagnia aerea affermò che i funzionari greci avevano allertato le loro controparti italiane del dirottamento.

## Racconti dei passeggeri
I passeggeri affermarono che il dirottatore non era stato violento con loro. Sabri Abazi, un deputato albanese passeggero del volo, parlò con l'agenzia di stampa ANSA dal cellulare a bordo. Abazi disse che c'era un dirottatore nella cabina di pilotaggio, un altro nella cabina e aggiunse di non aver visto armi. Il passeggero Ergün Erköseoglu dichiarò: "Non ho visto alcun comportamento sospetto del dirottatore. L'aereo è decollato e dopo 20 minuti il comandante ha annunciato che a causa di un malfunzionamento tecnico saremmo atterrati in Italia invece che a Istanbul". Le autorità aeronautiche affermarono che dopo che tutti i passeggeri avevano lasciato l'aereo, la polizia aveva interrogato il dirottatore. Abazi disse di aver visto un solo dirottatore, ma un assistente di volo gli aveva detto che c'erano due dirottatori a bordo. Il governatore di Istanbul Muammer Güler riferì che il dirottatore Ekinci aveva mentito ai piloti dicendo di avere almeno un complice.

## Dopo l'atterraggio
I veicoli della polizia, dell'esercito e dei vigili del fuoco circondarono l'aereo e l'agenzia di stampa ANSA riferì che la polizia aveva arrestato entrambi i dirottatori. Il capo della polizia di Brindisi, Salvatore De Paolis, in un'intervista da parte di inviati dell'agenzia di stampa Reuters, dichiarò che i dirottatori chiedevano asilo politico. In un'intervista ai giornalisti, un funzionario dei vigili del fuoco disse: <<I due dirottatori vogliono parlare con i giornalisti in modo che possano inviare un messaggio al Papa e spiegare perché lo hanno fatto>>. Amoto affermò che il dirottatore voleva consegnare un messaggio a papa Benedetto XVI, ma che non aveva una lettera scritta.
La protesta del dirottatore Hakan Ekinci durò sei ore, e dopo la sua resa l'uomo si scusò con il comandante e gli strinse la mano; si scusò anche con i passeggeri. La CNN Türk riferì che erano presenti 107 passeggeri, 80 dei quali albanesi, e cinque turchi.
Dopo l'incidente, Reuters trasmise un video dell'aeroporto di Tirana che mostrava Ekinci mentre veniva tenuto sotto tiro dalla sicurezza. Fu perquisito e passato attraverso un metal detector, quindi si tolse la cintura, il maglione e svuotò le tasche, ma gli consentirono di procedere verso il suo volo.
Ekinci fu arrestato in Italia dopo il suo interrogatorio. Il ministro della Giustizia turco Cemil Çiçek disse che non ci sarebbe stata una richiesta di rimpatrio diretto al ministero della Giustizia italiano fino a quando l'ufficio del procuratore capo e il ministero degli Affari Interni non avessero completato i loro lavori sul caso. Solo dopo chiesero il ritorno di Ekinci. Giuseppe Giannuzzi, pubblico ministero dell'incidente del dirottamento, affermò in un'intervista all'Associated Press che il dirottatore sarebbe rimasto in carcere fino alla fine del processo, presumibilmente della durata di due anni. Giannuzzi accusò Ekinci di dirottamento e considerò altre accuse come terrorismo e sequestro di persona. Ekinci venne condannato a 3 anni e 4 mesi per dirottamento e rilasciato il 14 settembre 2009.

## Possibili motivazioni

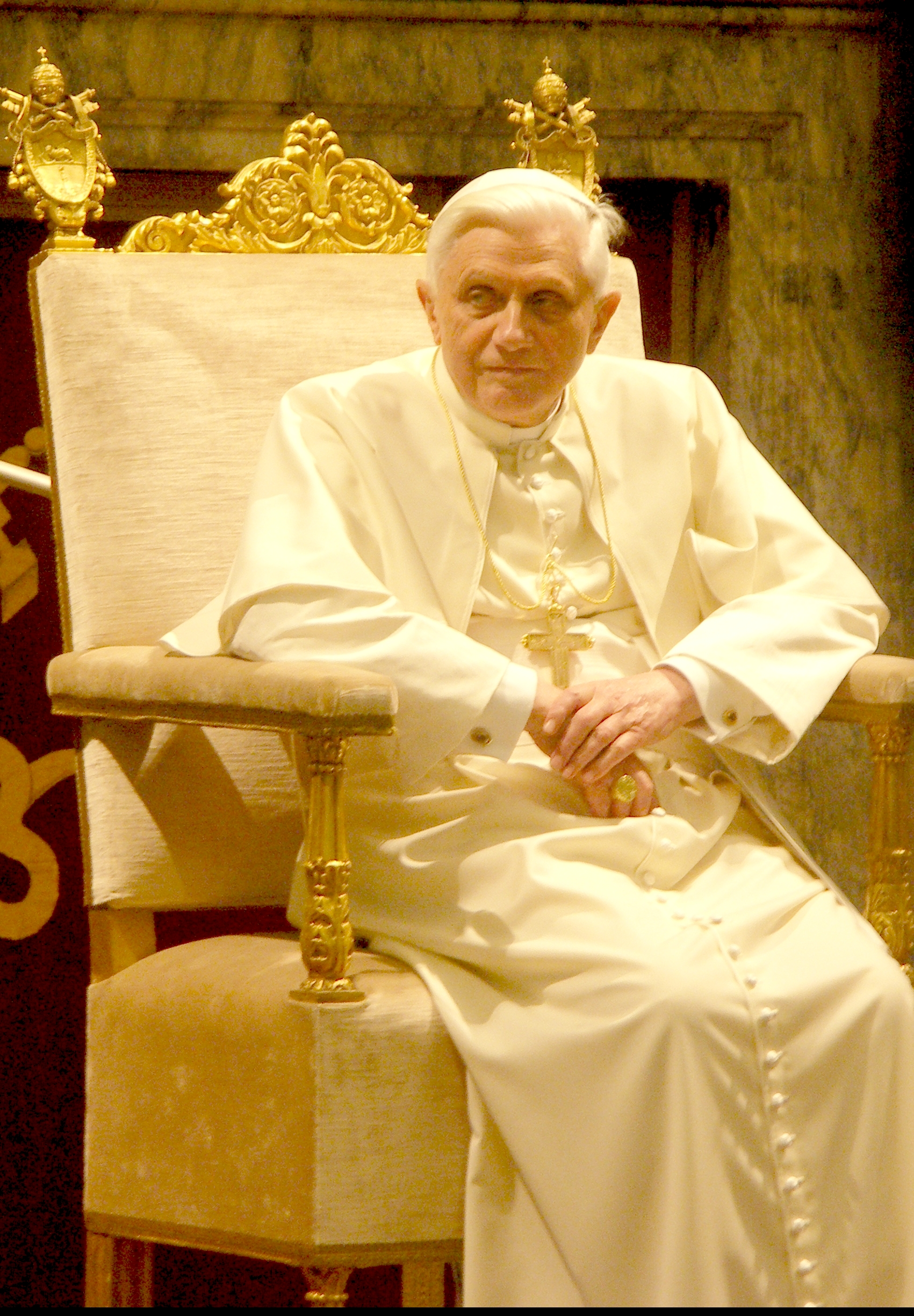
All'inizio si pensava che il dirottamento fosse legato alla prevista visita di Benedetto XVI, ma in seguito è stato appurato che Ekinci voleva consegnare una lettera al papa.

Emersero diverse teorie sui motivi del dirottamento. In un primo momento i media turchi riferirono che, secondo alcune fonti nella polizia, il dirottamento era un segno di protesta contro la prevista visita di papa Benedetto XVI, che aveva offeso molti musulmani con un recente discorso che collegava la diffusione della fede islamica alla violenza. Ma in seguito è stato riferito che il dirottatore aveva chiesto asilo politico in Italia a causa della sua obiezione di coscienza al servizio militare.
In un primo momento, i media turchi dissero che c'erano due dirottatori, Hakan Ekinci e Mehmet Ertas, ma in seguito venne accertato che Ekinci era solo ed Ertas era innocente. Secondo il rapporto del ministero della Giustizia turco, le prime informazioni sull'incidente erano state recuperate tramite l'Interpol e le autorità avevano segnalato il nome di Ertas come dirottatore sulla base del rapporto dell'Interpol, ma dopo ulteriori indagini venne accertato che Ertas era innocente.
I funzionari turchi riportarono il nome del dirottatore come Hakan Ekinci, nato nel 1978 a Buca e noto per aver scritto una lettera al Papa nell'agosto 2006. Scrisse: "Sono cristiano e non voglio servire un esercito musulmano”. Scrisse anche che frequentava la chiesa dal 1998. Il governatore di Istanbul Muammer Güler dichiarò che Ekinci, che era stato identificato come un convertito cristiano dai media turchi e dai resoconti del procuratore capo Giuseppe Giannuzzi vicino a Lecce, era un obiettore di coscienza cattolico e che aveva evitato la sua coscrizione militare. Aveva lasciato Istanbul il 6 maggio 2006 ed era andato in Albania. Il Consolato Generale della Turchia a Tirana aveva quindi presentato istanza di espulsione. Se fosse sbarcato in Turchia, Hakan Ekinci sarebbe stato sicuramente internato come evasore alla leva, dal momento che il Consolato aveva denunciato l'ordine di espulsione alla polizia all'aeroporto internazionale di Atatürk. Le autorità stavano indagando su di lui dal 1 settembre con l'accusa di evasione alla leva.
Papa Benedetto XVI visitò Ankara, Istanbul ed Efeso come ospite del presidente turco Ahmet Necdet Sezer tra il 28 novembre e il 1º dicembre 2006. Dei funzionari di Città del Vaticano dissero che il Papa era stato informato dell'incidente del dirottamento, ma ciò non avrebbe influito sui preparativi per il suo viaggio.

## Volo di compensazione per i passeggeri
Sebbene fosse stato appurato che il dirottatore aveva agito da solo, la polizia italiana raccolse le dichiarazioni dei passeggeri e perquisì l'aereo e i bagagli alla ricerca di un possibile complice. Di conseguenza, i passeggeri rimasero in Italia durante la notte. Il 4 ottobre, un altro 737 della Turkish Airlines venne inviato dalla Turchia per riportare i passeggeri a Istanbul. L'aereo partì dall'aeroporto di Brindisi alle 04:15 (UTC) ed atterrò a Istanbul alle 05:40 (UTC) con 105 passeggeri, ad eccezione del dirottatore, arrestato a Brindisi, e un passeggero che voleva rimanere in Italia.